# 489. п. н. е.

## Смрти
- Милтијад (Млађи) (грч. Μιλτιάδης, око 550–489. године п. н. е) - старогрчки атински војсковођа